# 나미키 노리코
나미키 노리코(일본어: 並木 のり子 なみき のりこ[*]/Noriko Namiki, 1972년 6월 19일 ~ )는 일본의 여자 성우다. 나가노현 시모이나군 마쓰카와정 마치 출신 요요기애니메이션 학원졸업 ntbplanning 소속

## 출연작
- 메다로트 - 센트너스
- 뿌요뿌요 테트리스 - 라피나